# Нижний Укан
Нижний Укан — деревня в Ярском районе Удмуртии. Входит в состав Уканского сельского поселения.

## География
Деревня расположена на северо-западе республики, на расстоянии примерно 10 км (по прямой) к юго-западу от посёлка Яр, административного центра района.

### Часовой пояс
Деревня Нижний Укан как и вся Удмуртия, находится в часовой зоне МСК+1. Смещение применяемого времени относительно UTC составляет +4:00.

## Население
| 2010 | 2012 |
| ---- | ---- |
| 172  | ↘169 |

### Национальный состав
Согласно результатам переписи 2002 года, в национальной структуре населения удмурты составляли 81 % из 214 чел.